# Гардінсбург (Кентуккі)
Гардінсбург (англ. Hardinsburg) — місто (англ. city) в США, в окрузі Брекінрідж штату Кентуккі. Населення — 2385 осіб (2020).

## Географія
Гардінсбург розташований за координатами 37°46′31″ пн. ш. 86°27′22″ зх. д. / 37.77528° пн. ш. 86.45611° зх. д. (37.775260, -86.456166).  За даними Бюро перепису населення США в 2010 році місто мало площу 9,16 км², з яких 8,95 км² — суходіл та 0,21 км² — водойми.

## Демографія
Згідно з переписом 2010 року, у місті мешкали 2343 особи в 992 домогосподарствах у складі 610 родин. Густота населення становила 256 осіб/км².  Було 1119 помешкань (122/км²).
Расовий склад населення:
| - 90,1 % — білих - 6,8 % — чорних або афроамериканців - 0,7 % — азіатів - 0,2 % — корінних американців |

До двох чи більше рас належало 1,7 %. Частка іспаномовних становила 1,2 % від усіх жителів.
За віковим діапазоном населення розподілялося таким чином: 21,9 % — особи молодші 18 років, 55,8 % — особи у віці 18—64 років, 22,3 % — особи у віці 65 років та старші. Медіана віку мешканця становила 44,0 року. На 100 осіб жіночої статі у місті припадало 79,4 чоловіків;  на 100 жінок у віці від 18 років та старших — 74,8 чоловіків також старших 18 років.
Середній дохід на одне домашнє господарство  становив 49 517 доларів США (медіана — 40 045), а середній дохід на одну сім'ю — 57 888 доларів (медіана — 55 982). За межею бідності перебувало 17,9 % осіб, у тому числі 13,6 % дітей у віці до 18 років та 11,8 % осіб у віці 65 років та старших.
Цивільне працевлаштоване населення становило 943 особи. Основні галузі зайнятості: освіта, охорона здоров'я та соціальна допомога — 31,3 %, виробництво — 16,4 %, роздрібна торгівля — 10,1 %, мистецтво, розваги та відпочинок — 9,9 %.